# Militair district Noord-Kaukasus
| Embleem       |                   |
|               |                   |
| Hoofdkwartier | Rostov aan de Don |

Het militair district Noord-Kaukasus (Russisch: Северо-Кавказский военный округ; Severo-Kavkazski vojenny okroeg) is een militair district van de Russische strijdkrachten. Het district omvat momenteel dezelfde deelgebieden als het Zuidelijk Federaal District, namelijk de autonome republieken Adygea, Dagestan, Ingoesjetië, Kabardië-Balkarië, Kalmukkië, Karatsjaj-Tsjerkessië, Noord-Ossetië (Alanië) en Tsjetsjenië, de krajs Krasnodar, Stavropol en de oblasten Astrachan, Wolgograd en Rostov. Sinds juli 2004 staat kolonel-generaal Aleksandr Baranov aan het hoofd van het militair district.

## Geschiedenis

### Sovjet-periode
Het district werd ingesteld op 4 mei 1918 en hervormd als gebiedseenheid tijdens de Russische Burgeroorlog. Het Eerste Cavalerieleger werd in november 1919 in het district gevormd. Begin jaren '20 werd het district opnieuw hervormd en kreeg haar hoofdkwartier in Rostov met Kliment Vorosjilov als districtscommandant. Gedurende de jaren '20 en 30 werden veel opleidingsinstituten opgezet in het district en met name tijdens de Tweede Wereldoorlog volgde een explosie van nieuwe instellingen. In mei-juni 1941 werd het 19e Leger gevormd in het district onder leiding van voormalig districtscommandant Ivan Konev en werd vervolgens ingezet tegen de Duitsers vanaf het begin van Operatie Barbarossa. Het militair commando werd geëvacueerd naar de Georgische SSR.
De Duitsers wisten het district echter toch binnen te dringen en met name rond Rostov werden zware slagen geleverd gedurende november 1941, hetgeen echter resulteerde in een nederlaag voor de Duitsers. Later volgde de Slag om Stalingrad, die wel wordt omschreven als de meest hevige tot op heden. Nadat de slag om de Kaukasus was beslist in het voordeel van de Sovjets, werden het Noord-Kaukasische Front en het hoofdkwartier van het 56e Leger opgeheven per decreet op 20 november 1943 en vervangen door het Onafhankelijke Kustleger. Op 2 juli 1943 werd het militair district Noord-Kaukasus opnieuw opgericht.
Onmiddellijk na de oorlog werden de troepen gedemobiliseerd, waarvoor het district op 9 juli 1945 werd opgesplitst in drie militaire districten: Donskoj, Stavropolski en Koebanski. Het militair district Donskoj bestond uit de oblasten Rostov, Stalingrad en Astrachan, het militair district Stavropolski uit de kraj Stavropol, het gebied rond Grozny, Kabardië-Balkarië en Noord-Ossetië en het militair district Koebanski uit de kraj Krasnodar. Het militair district Donskoj had haar hoofdkwartier in Rostov en werd beschouwd als de opvolger van het oude militair district Noord-Kaukasus. In 1946 werd dit militair district dan ook alweer hernoemd tot de oude naam militair district Noord-Kaukasus, maar werd later weer terug hernoemd naar Donskoj. De soldaten uit het district waren na de oorlog veel actief bij het herstellen van de schade die tijdens de oorlog was geleden. In 1947 werd in het district bij de stad Znamensk de belangrijke raketlanceerbasis Kapoestin Jar geopend, waar in 1947 de eerste Russische ballistische raket werd gelanceerd. In de jaren tot 1966 werd het aantal militaire districten in de Sovjet-Unie langzaam teruggebracht, waarbij de militaire districten Donskoj, Koebanski en Stavropolski weer werden samengebracht in het militair district Noord-Kaukasus. In 1968 kreeg het militair district de Orde van de Rode Banier.

### Rusland (vanaf 1991)
Sinds 1990 is het militair district belangrijker geworden voor de grensbewaking. Vanaf 1990 werd het district betrokken bij de gevechtshandelingen in de Noordelijke Kaukasus. Dzjochar Doedajev scheidde zijn Tsjetsjeense Republiek Itsjkerië af. In Noord-Ossetië braken etnische onlusten uit tegen de Ingoesjetische bevolking van het district Prigorodny, waarbij eenheden van het district hielpen bij het evacueren van de bevolking. In 1992 beschermden eenheden van het militair district installaties in Vladikavkaz tegen gewapende opstandelingen. Vanaf 1994 raakten de eenheden actief betrokken bij de Eerste Tsjetsjeense Oorlog, die uitmondde in een nederlaag voor Rusland en de terugtrekking uit het gebied in 1996. In 1999 hielpen eenheden ook bij het terugdringen van gewapende opstandelingen die vanuit Tsjetsjenië Dagestan waren binnengedrongen en een van de aanleidingen vormden voor het uitbreken van de Tweede Tsjetsjeense Oorlog. Hierbij hielpen eenheden met de verovering van Tsjetsjenië op de troepen van Aslan Maschadov en Sjamil Basajev. De gewelddadigheden zijn in de jaren vanaf 2002 afgenomen, maar nog altijd worden regelmatig incidenten gemeld. Bij de eerste oorlog werden 26 militairen van het militair district onderscheiden met de medaille Held van de Russische Federatie en in de tweede 43 militairen. Het huidige hoofd van het militair district Aleksandr Baranov wordt verdacht van opdracht tot moord op de 25-jarige Tsjetsjeen Chadzji-Moerat Jandiev, maar is hier tot op heden niet voor aangeklaagd.
Tot het militair district behoren onder andere:
- De 42e gemotoriseerde infanteriedivisie (Alchan-Kala, Tsjetsjenië)
- De 20e gemotoriseerde garde Prikarpatsko-Berlinskaja-infanteriedivisie (гвардейская мотострелковая Прикарпатско-Берлинская дивизия)
- 58e Leger (hoofdkwartier in Vladikavkaz)
  - de 19e gemotoriseerde infanteriedivisie
  - de 136e Onafhankelijke Garde "Oemansko-Berlinskaja" gemotoriseerde infanteriebrigade (гвардейская мотострелковая Уманско-Берлинская дивизия)
  - andere brigades en regimenten
- 4e Luchtleger,
- Trans-Kaukasusfront-strijdgroep
- Kaspische Flottielje

Op 26 april 1995 werd het 58e Leger opgezet in het district, dat werd gevormd uit het eerdere 42e Legerkorps.

## Bevelhebbers sinds de Tweede Wereldoorlog
| Naam                      | Functie                       | Periode      |
| ------------------------- | ----------------------------- | ------------ |
| Pavel Aleksejevitsj Belov | kolonel-generaal              | 1945–1954(?) |
| Andrej Jerjomenko         | maarschalk van de Sovjet-Unie | 1954–1958    |
| Issa Plijev               | legergeneraal                 | 1958–1968    |
| A.T. Altoenin             | legergeneraal                 | 1968–1970    |
| D.I. Litovtsev            | kolonel-generaal              | 1970–1976    |
| V.A. Belikov              | tankkolonel-generaal          | 1976–1979    |
| S.I. Postnikov            | kolonel-generaal              | 1979–1980    |
| V.K. Meretskov            | kolonel-generaal              | 1980–1984    |
| V.V. Skokov               | kolonel-generaal              | 1984–1986    |
| L.S. Sjoestko             | kolonel-generaal              | 1986–1993    |
| A.N. Mitjoechin           | kolonel-generaal              | 1993–1994    |
| Anatoli Kvasjnin          | kolonel-generaal              | 1995–1997    |
| Viktor Kazantsev          | legergeneraal                 | 1997–2000    |
| Gennadi Trosjev           | kolonel-generaal              | 2000–2002    |
| V.A. Bolyrev              | legergeneraal                 | 2002–2004    |
| Aleksandr Baranov         | legergeneraal                 | 2004         |